# Lesa
Lesa est une commune italienne de la province de Novare, dans la région Piémont.

## Géographie
Lesa est la commune la plus septentrionale de la province, sur les bords du lac Majeur. En 2010, sa population est de 2 351 habitants.

## Histoire
Le nom de « Lesa » apparaît pour la première fois dans un document de 998, mais les découvertes archéologiques du XIXe siècle, aujourd'hui disparues ou manquantes et les noms de lieux d'origines celtique et romaine, suggèrent une origine beaucoup plus ancienne. 
Depuis 1199, « Lexia » était le centre administratif du Vergante sous les archevêques de Milan et, plus tard sous les Borromées, le siège du châtelain du Vergante puis d'une mairie au début du siècle dernier. Lesa a perdu, depuis la fin du Moyen Âge, en grande partie de son importance économique et politique. Les deux villages de montagne, Comnago et Calogna, à l'extrémité sud de la Motta Rossa et sur son côté est, au-dessus de Belgirate, ont probablement la même origine gallo-romaine, comme indiqué par certains pétroglyphes.

## Administration
| Période                                  | Période  | Identité         | Étiquette | Qualité  |
| ---------------------------------------- | -------- | ---------------- | --------- | -------- |
| 2004                                     | En cours | Roberto Grignoli | aucun     | retraité |
| Les données manquantes sont à compléter. |          |                  |           |          |

### Frazione
Villa Lesa, Solcio, Comnago, Calogna.

### Communes limitrophes
Belgirate, Brovello-Carpugnino, Ispra, Massino Visconti, Meina, Nebbiuno, Ranco, Stresa.